# Ensino Médio com Intermediação Tecnológica
O Ensino Médio com Intermediação Tecnológica (EMITec) é um programa estruturante ofertado pela Secretaria de Educação da Bahia na modalidade EaD para o Ensino Médio do estado. O programa atende a mais de 146 municípios do estado e durante a Pandemia de COVID-19 foi ampliado, oferecendo aulas remotas ao vivo pela plataforma YouTube para todo o estado.

## História

### Origem
O EMITec foi criado pelo Governo da Bahia em 2011, sendo ofertado pela Secretaria de Educação do Estado da Bahia por meio da Plataforma Anísio Teixeira, com o objetivo de levar a educação para os municípios baianos que sofrem com a carência de docentes e/ou escolas. O programa é regulamentado pela portaria nº 424/2011 publicada em D. O. de 21 de janeiro de 2011, que garante o Direito à Educação para os habitantes das cidades baianas.

### Parcerias
Em 7 de abril de 2016, o EMITec realizou o Networking com Palestra - Gerenciamento de Projetos na Prática, com a apresentação do Case Projeto EMITec para o Project Management Institute Bahia. Foi feito um treinamento para capacitar o PMI, acerca dos desafios do ensino à distância.
Em 16 de novembro de 2016, a Polícia Militar da Bahia assinou um contrato de cooperação técnica com o Instituto Anísio Teixeira (IAT). A parceria busca a formação e capacitação dos oficiais da corporação com o auxílio da tecnologia do Instituto.

### Tecnologias e sala de aula
O programa utiliza de uma rede de serviços de comunicação multimídia que integra dados, voz e imagem (videostreaming). As aulas são transmitidas nas instituições com o acompanhamento de um professor mediador, que faz a ponte entre os estudantes e o professor regente. Posteriormente, o material é disponibilizado na Plataforma Anísio Teixeira.
Em 2019, o programa atendeu a mais de 18 000 estudantes, totalizando, desde a sua criação, mais de 32 000 turmas. Atualmente, cerca de 135 municípios são beneficiados.

### Cursos oferecidos
O Emitec trabalha com a modalidade Ensino Médio. Entretanto, o programa tem parcerias com Instituições de Ensino Superior, projetos para o Ensino em Unidade Prisional e atendimentos hospitalar e domiciliar.

### Pandemia
Com a Pandemia de COVID-19, o programa foi ampliado, atendendo a todo estado da Bahia. As aulas foram transmitidas ao vivo e disponibilizadas no YouTube. Além disso, em 2021, passou a ser transmitido na televisão no canal aberto Educa Bahia.

## Premiações

### Prêmio Fundação Banco do Brasil de Tecnologia Social
Em 19 de novembro de 2013, o EMITec foi selecionado entre os seis melhores programas do 7º Prêmio Fundação Banco do Brasil de Tecnologia Social, recebendo o certificado de tecnologia social. O prêmio é realizado a cada dois anos e é o referencial para os programas que compõem o Banco de Tecnologias Sociais - BTS.
Em 2 de dezembro de 2021, o programa foi finalista do mesmo prêmio em sua 11ª edição, na categoria Especial 20 Anos, ficando em 2º lugar.

### Prêmio Innovare
Em 2017, foi selecionado para a terceira fase da 14ª edição do prêmio referência na seleção e premiação de práticas que contribuem para Justiça brasileira, o Innovare, na categoria Justiça e Cidadania. Isso ocorreu por conta da iniciativa “Educação com Intermediação Tecnológica em Unidade Prisional: um direito garantido no Conjunto Penal do município de Serrinha, Bahia, Brasil” que apresenta um trabalho de ressocialização por meio da educação para apenados.

### Prêmio de Excelência em EaD ABED Pearson
Em 23 de setembro de 2012, o EMITec foi premiado com o 3º lugar na Categoria Inovação do Prêmio de Excelência ABED Pearson em EaD. O prêmio é voltado para iniciativas que inovam o cenário educacional do ensino à distância do Brasil.